# Litsea taronensis
Litsea taronensis H.W.Li – gatunek rośliny z rodziny wawrzynowatych (Lauraceae Juss.). Występuje naturalnie w południowych Chinach – w północno-zachodniej części Junnanu. 

## Morfologia
PokrójZimozielone drzewo dorastające do 15 m wysokości. Gałęzie są owłosione i mają szarożółtawą barwę.
LiścieNaprzemianległe. Mają kształt od eliptycznego do podłużnego. Mierzą 11–14 cm długości oraz 3,5–4,5 cm szerokości. Są mniej lub bardziej omszone od spodu. Ogonek liściowy jest owłosiony i dorasta do 12–15 mm długości.
KwiatySą niepozorne, jednopłciowe, zebrane po 12–14 w baldachy, rozwijają się w kątach pędów. Okwiat jest zbudowany z 6 listków o owalnym kształcie. Kwiaty męskie mają 9–12 pręcików.

## Biologia i ekologia
Roślina dwupienna. Rośnie w wiecznie zielonych lasach. Występuje na wysokości do 2200 m n.p.m.